# 真砂豪
真砂 豪(まさご たけし、1972年8月19日 - )は、日本の俳優。岡山県岡山市出身。マルパソ事務所所属。

## 人物・略歴
岡山県立岡山芳泉高等学校、鳥取大学工学部卒業、同大学院修了。
大学院修了後、岡山の企業に入社したが、2008年に退社し、上京する。

## 出演

### 映画
- 岡山の娘（2008年公開）
- 遠くはなれて（2011年公開）
- オードリー（2012年公開）
- See You（2012年公開）
- ひかりのおと（2013年公開） - 義行 役
- 女生徒・1936（2013年公開） - 芹沢淳 役
- 道しるべ（2015年公開）
- 未来シャッター（2015年公開） - 野々村篤志 役
- 日本零年 フクシマからの風 第二章（2015年公開） - 先輩M 役
- クライング フリー セックス（2018年公開） - 兵士 役
- バブルジャンパーズ&ホイールチェアクイーン（2019年公開） - 山口 役
- 4日間 FOUR DAYS, TOKIO（2023年公開）[1]
- きみといた世界（2024年公開）[2]

### テレビドラマ
- 金曜プレステージ「浅見光彦シリーズ46」（フジテレビ） - 木瀬孝司
- 土曜ワイド劇場「おかしな刑事10」（テレビ朝日） - 望月卓
- 月曜ゴールデン「制服捜査」（TBS）
- 金曜プレステージ「浅見光彦シリーズ48」（フジテレビ） - 河本刑事